# Serpentaire (oiseau)
Pour les articles homonymes, voir Serpentaire.
Taxons concernés
- Plusieurs espèces d'Accipitridae
- Le Sagittarius serpentariusmodifier

Le terme serpentaire désigne en français plusieurs espèces de rapaces qui ont en commun une ophiophagie. L'espèce la plus connue comme serpentaire est le Messager sagittaire (Sagittarius serpentarius), mais il vaut mieux réserver cette appellation à des rapaces de la famille des Accipitridés dont le nom normalisé inclut le terme serpentaire.

## Liste des espèces appelées serpentaires
- Messager sagittaire — Sagittarius serpentarius
- Serpentaire des Andaman — Spilornis elgini
- Serpentaire bacha — Spilornis cheela
- Serpentaire des Célèbes — Spilornis rufipectus
- Serpentaire du Congo — Dryotriorchis spectabilis
- Serpentaire de Kinabalu — Spilornis kinabaluensis
- Serpentaire de Madagascar — Eutriorchis astur
- Serpentaire menu — Spilornis klossi
- Serpentaire des Philippines — Spilornis holospilus